# Aakirkeby
Aakirkeby je dánské město na ostrově Bornholm v Baltském moři. Jedná se o třetí největší město ostrova po Rønne a Nexø a na rozdíl od nich leží ve vnitrozemí, zhruba na půl cesty mezi nimi. V rámci správního členění Dánska patří stejně jako zbytek Bornholmu do Hovedstadenu. V roce 2013 žilo v Aakirkeby zhruba dva tisíce obyvatel.